# Municipio de Pilot Mound (Minnesota)
El municipio de Pilot Mound (en inglés: Pilot Mound Township) es un municipio ubicado en el condado de Fillmore en el estado estadounidense de Minnesota. En el año 2010 tenía una población de 338 habitantes y una densidad poblacional de 3,81 personas por km².

## Geografía
El municipio de Pilot Mound se encuentra ubicado en las coordenadas 43°48′0″N 92°1′43″O / 43.80000, -92.02861. Según la Oficina del Censo de los Estados Unidos, el municipio tiene una superficie total de 88.8 km², de la cual 88,67 km² corresponden a tierra firme y (0,14 %) 0,12 km² es agua.

## Demografía
Según el censo de 2010, había 338 personas residiendo en el municipio de Pilot Mound. La densidad de población era de 3,81 hab./km². De los 338 habitantes, el municipio de Pilot Mound estaba compuesto por el 97,63 % blancos, el 1,18 % eran asiáticos y el 1,18 % eran de una mezcla de razas. Del total de la población el 2,66 % eran hispanos o latinos de cualquier raza.